# Al Leiter
Alois Terry „Al“ Leiter (* 23. Oktober 1965 in Toms River, New Jersey) ist ein ehemaliger US-amerikanischer Baseballspieler in der Major League Baseball (MLB) auf der Position des Pitchers.

## Biografie
Al Leiter wurde von den New York Yankees im Draft von 1984 verpflichtet. Sein Debüt bei den Yankees gab er am 15. September 1987 in der American League. Seine Leistungen bei den Yankees waren allerdings nicht sehr überzeugend, so dass er von New York an die Toronto Blue Jays verkauft wurde. Bei den Blue Jays bestritt er aufgrund diverser Verletzungen in den ersten drei Jahren nur acht Spiele. So konnte er sein erstes Spiel für die Blue Jays erst 1993 gewinnen. Allerdings konnte er in dieser Saison den Blue Jays zum Gewinn der World Series verhelfen.
1995 bestritt er sein erstes verletzungsfreies Jahr als Baseballprofi. Nach der Saison wechselte er zu den Florida Marlins, die ihm einen lukrativen Dreijahresvertrag angeboten hatten. Am 11. Mai 1996 warf er den ersten No-Hitter in der Geschichte der Florida Marlins und den einzigen seiner Karriere. Die Marlins besiegten an diesem Tag die Colorado Rockies im Joe Robbie Stadium mit 11:0. Erstmals nahm er in dieser Saison am All-Star-Spiel teil. 1997 zeigte er wieder durchschnittliche Leistungen, erreichte aber mit den Marlins die World Series gegen die Cleveland Indians. Im siebten Spiel wurde er von Jim Leyland, dem Manager der Marlins, als Starter aufgestellt. Leiter machte seine Sache gut und ließ in 6 Innings nur 2 Runs zu. Die Marlins gewannen das Spiel nach 11 Innings mit 3:2 und sicherten sich im fünften Jahr ihres Bestehens ihre erste World Series.
1998 wechselte Leiter zurück nach New York, dieses Mal aber zum Stadtrivalen Mets. 2000 erreichte er mit den Mets die World Series gegen die Yankees. Dort warf er im fünften Spiel der Serie. Leiter beendete das Spiel als Verlierer, hatte allerdings 142 Bälle geworfen und gewann dank dieser Ausdauer das Ansehen beim New Yorker Publikum. 2005 wechselte er dann noch einmal zurück zu den Marlins, bei denen er allerdings nicht die erwarteten Leistungen brachte. Da den Yankees vier Startwerfer verletzt ausgefallen waren, kehrte er zum Abschluss seiner Karriere nochmals an den Ausgangspunkt zurück. In seinem ersten Spiel bei den Yankees gelang ihm ein Sieg gegen die Boston Red Sox. Im weiteren Verlauf der Saison wurde er dann hauptsächlich als Einwechselwerfer eingesetzt.
Seinen Rücktritt gab Leiter am 19. März 2006 bei einem Vorbereitungsspiel gegen die Cleveland Indians bekannt.